# 福音戰士新劇場版：終
《福音戰士新劇場版：終》（日語：シン・エヴァンゲリオン劇場版𝄇）是於2021年3月8日上映的日本動畫電影，屬於「新·日本英雄宇宙」系列的第2部電影作品。由庵野秀明执导、khara工作室制作，以《新世纪福音战士》為藍本再構築，为《福音戰士新劇場版》四部曲中的最終作。本片上映後成为本系列电影中票房成績最佳的作品，並榮獲日本電影學院獎最佳動畫片獎。

## 標題
原日文标题为。標題中「𝄇」的部分不发音，只是作为符号标记；「𝄇」為音樂記譜法（五線譜）中的反覆記號，「𝄂」則是終止線；通常省略为，简称为。变更回原作的写法，而不再是《福音戰士新劇場版》系列標題所使用的。標題的「シン」是日语中「新」的假名，因此一般认为是一个由「福音戰士新劇場版」变为「新福音戰士劇場版」的文字游戏。直译为「新·福音戰士劇場版𝄇」或「新·福音戰士劇場版：終」。
英文标题为「EVANGELION:3.0+1.0 THRICE UPON A TIME」，副标题取自1980年发行的同名科幻小说《Thrice Upon a Time》。

## 劇情

### 巴黎作战
在赤红的、荒废的巴黎，WUNDER空降在此，由律子率领的作业人员试图對封印柱進行复原作业。真希波驾驶的EVA8号机成功消灭NERV前来袭击的航空特化型「EVA 44A」、阳电子炮装备陆地型「EVA 4444C」以及电力供给特化型「EVA 44B」。最终成功啟動封印柱将巴黎从L结界复原并启动原NERV欧洲设施，取得實現以JA-02機體改造成新2號機α、以及8號機追加合體機能的部件。
在先前的戰鬥中改2號機γ因為與Mark.09一起自爆，因此只剩上半身和一隻手健在，新2號機α的改造方式正是以JA-02的機體和重武裝彌補這些缺陷。8号機則在此取得能藉著補食EVA強化自身的新機能改造裝備。

### 第三村
明日香、綾波零(暫稱)和自责的碇真嗣流浪於赤紅大地，最終抵達第三村，第三村為十四年前近第三次衝擊後生還的人們所打造避難的村落。他们重逢了已經成人的相田劍介、鈴原冬二及洞木光。冬二是一名医生，与光有一个孩子，而劍介是一名技术人员，他们对真嗣都很友好。綾波零在鈴原家中安顿下来，做些农活。明日香和真嗣則去了劍介家。真嗣精神恍惚，極度消沉，既不说话也不吃饭，然後見到明日香有佩戴「DSS Choker」更令真嗣回想起渚薰之死而出現嘔吐反應。明日香对真嗣表示失望，强迫喂他。隨後真嗣離家出走，在綾波零心暖的言語下真嗣慢慢恢复了正常的心理狀態。他在幫忙第三村的工作時，在劍介的引薦之下遇见了葛城美里与已故加持良治的儿子小加持良治，並聽說了美里的掙扎。儘管逐漸獲得了自我，綾波零没有NERV便无法保持自己身體的模樣，最终在真嗣面前化為LCL，死亡。

### 南極決戰前準備
与NERV最終決戰前，WILLE的Wunder来到第三村接明日香，第三村的经历使真嗣决定一同重返Wunder。但真嗣不被允许登上EVA，并且與其他適格者一起被隔离於佈滿炸藥的房間。Wunder於衛星軌道做決戰準備，製作了令第13號機無力化的「停止信號栓」，同時2號機及8號機也改造為「新2號機α」及「改8號機γ」，所有適格者也獲得全新的白色极深度潜航用耐压试作作戰服。另一方面，NERV把作為總部的黑之月由箱根移動到第二次衝擊所在地南極，作為NERV與WILLE最終決戰的陣地。WILLE高層交代身後事包括頒令WILLE附屬組織KREDIT全部功能脫離WILLE獨立運作，然後Wunder把物种保存艙從艦體排出後隨即開往南極上空，這些保存艙在結尾時仍飄浮在地球周圍。

### 南極決戰
为了消滅位於舊南極的NERV，WILLE發動「大和作戰」。針對來自大氣層外WUNDER的強襲，冬月乘坐同型的2號艦迎擊並堅守著本部。出擊的新2號機及改8號機，雖然自擁有壓倒性數量的EVA Mark.07突圍，但遭到EVA腕型部隊阻擋去路，真希波殿後，令明日香單獨朝第13號機前進。然而停止信號栓遭到因懼怕第13號機的新2號機產生的AT力場阻擋，明日香借用使徒之力突破新2號機的AT力場，但突然遭到第13號機的攻擊。第13號機將新2號機轟成碎片，並拔出新2號機的插入栓，新2號機的殘體化為LCL徹底崩毀。察覺對方目的實為使徒化的自己，明日香試圖以DSS自殺的行動被藏於第13號機中的式波型系列的原型體阻止，而後使徒化的明日香被利用為引發衝擊的祭品，被第13號機啃碎吸收。
與WUNDER交戰的2號艦及3號艦脫離了戰線並展開了光之羽、於黑之月中生成了兩把槍，以長槍打通靈魂之門，打開通往負宇宙的道路。WILLE原本想擊沉3號艦以中斷儀式，反遭4號艦的襲擊而大破，並被Mark.09-A再次奪取WUNDER的控制系統。這時候真希波啟用了片頭在巴黎取得的新機能，進行「Plus Four In One」，當場捕食並吸收了Mark.09-A、因而取得了亞當容器的能力。
在重創動彈不得的WUNDER甲板上，突然出現因使用尼布甲尼撒之鑰而捨棄人類身分、得到神的知識的碇源堂，源堂奪走了成為WUNDER主機的初號機，將自己與第13號機融合後便前往「負宇宙」。走出甲板的真嗣請求美里讓他乘坐EVA，美里認為真嗣在行為上的責任全部都是基於自己的失敗、因而將任務託付給真嗣並說服了船員。真嗣在與美里最後的交談之後再次佩戴「DSS Choker」，便與姍姍來遲的真希波同乘改8號機進入負宇宙追向源堂。

### 負宇宙
真嗣與真希波乘坐改8號機追到了負宇宙，重新啟動的初號機奪走了一把朗基努斯長槍，並將其轉換成希望之槍卡西烏斯隨即和第13號機在負宇宙內進行打鬥，並抵達了被喚作「各各他構造體」的巨大構造物。接著源堂警告真嗣戰鬥並不能解決問題，希望與他對話。場景轉換、真嗣與源堂開始在老舊的電車中進行對話，源堂向真嗣吐露了自己的過去、內心、願望。
源堂向真嗣展示了存在於理論、幻想中的EVA「Imaginary」，只有同時相信虛構與現實的人類才能感知它，在真嗣眼中的形象為黑色莉莉絲。隨後源堂利用代表希望與絕望的兩把長槍引發使虛構與現實融合的額外衝擊(Additional Impact)，讓他能憑個人意志自由改寫世界。出現在律子等人眼前的幻想EVA外表為巨大的全裸綾波零，當幻想EVA穿越靈魂之門來到這個世界，所有的「EVA‧無限」都由EVA變成純白色的無頭女性。
另一方面，真希波抵達了2號艦，與冬月教授一陣寒暄後，冬月任務結束，和綾波零一樣失去型態而死。真希波捕食了冬月準備好的Mark.10至12，創造出最強的EVA，擁有無論真嗣在哪裡都能夠到達的力量，即便是WUNDER無法進入的負宇宙。真希波接著擊毀了2至4號艦前去與WUNDER會合，與獨自一人留在WUNDER的美里一起對EVA「Imaginary」進行特攻，為的就是製造「蓋烏斯之槍」並送往真嗣的所在之處。美里突破了阻礙，成功把槍與真希波送往真嗣身邊，但也隨著WUNDER爆炸而犧牲。源堂目睹了美里賭上性命引發的奇蹟，並且將能改寫世界的新槍送往真嗣，了解到自己的計畫已無法進行。看見真嗣已成長至能夠承受他人死亡感到欣慰，接著從真嗣內在中看到了碇唯，彷彿察覺到了什麼，對自己至今的行為向真嗣道歉後，便一個人黯然離開電車。此時渚薰出現並詢問真嗣有什麼願望，真嗣已經變得十分堅強、成熟，心中的想法只有拯救其他人。
首先是明日香，明日香回憶自己的過去和吐露內心，回憶中小明日香身邊出現了長大的劍介陪伴她。明日香終於在沙灘上醒來，真嗣接連對其表白與告別，並請她代替自己向劍介問好，然後她重新構築了肉體並被排出13號機。接著是與薰的對話，實際上薰存在著複數備用身體，過去為了讓真嗣變得幸福而不斷輪迴。加持出現令他察覺到自己其實是為了讓自己幸福才幫助真嗣，而真嗣已經成長到能自立自強。將剩下的一切交給真嗣後，便與加持一同離開。在與加持的對話中透露出他為其組織司令的事實。最後，場景轉到片場來進行零的對話。真嗣對零說另一個零找到了屬於自己的新歸處，你也肯定可以找到這裡以外的新歸處，並表示他不會讓時光倒流、或復原這個世界，而將會改寫出不存在EVA的新世紀（Neon Genesis）。
為了徹底改寫世界，真嗣以槍貫穿自己與初號機，就在這時，碇唯現身將真嗣送出初號機。他察覺的母親一直存在於自己體內，而父親的願望僅僅是希望為母親送行。源堂的13號機出現在唯所在的初號機背後，胸前雙手擁抱著對方，另一雙手將槍貫穿重疊的身體，彷彿父親抱著母親。之後，所有的EVA被槍刺穿並消失，真嗣隨即說出：「再見了，所有的福音戰士」。
場景轉換，適格者（Children）以成人的姿態出現在宇部新川站，真嗣坐在座椅上，另一側的月臺上還有零與薰以及明日香的身影，電車駛過，人影消失。接著真希波在真嗣身邊出現，解開真嗣脖子上的「DSS Choker」。最终以宇部新川站外風景的真實空拍影像作結。

## 作品設定

### 登場人物
| 角色                       | 配音員 (聲優) | 配音員 (聲優)                        | 配音員 (聲優) | 配音員 (聲優) | 備註     |
| 角色                       | 日本          | 美国                                 | 臺灣          | 香港          | 備註     |
| -------------------------- | ------------- | ------------------------------------ | ------------- | ------------- | -------- |
| 碇真嗣                     | 緒方惠美      | 斯派克·斯潘塞 （Spike Spencer）      | 蔣鐵城        | 張振熙        |          |
| 綾波零                     | 林原惠        | 阿曼达·温-李 （Amanda Winn-Lee）     | 連思宇        | 何凱怡        | 暫稱     |
| 式波·明日香·蘭格雷         | 宮村優子      | 蒂法尼·格兰特 （Tiffany Grant）      | 李昀晴        | 顧詠雪        |          |
| 真希波·真理·伊拉絲多莉亞斯 | 坂本真绫      | 迪宁·梅洛迪 （Deneen Melody）        | 穆宣名        | 詹健兒        |          |
| 渚薰                       | 石田彰        | 达曼·米尔斯 （Daman Mills）          | 賈文安        | 杜景煜        |          |
| 葛城美里                   | 三石琴乃      | 艾莉森·基思 （Allison Keith）        | 錢欣郁        |               |          |
| 赤木律子                   | 山口由里子    | 玛丽·费伯 （Mary Faber）             | 楊凱凱        |               |          |
| 鈴原冬二                   | 关智一        | 布雷特·韦弗 （Brett Weaver）         | 劉鵬傑        |               |          |
| 相田劍介                   | 岩永哲哉      | 亚历杭德罗·萨阿卜 （Alejandro Saab） | 王辰驊        |               |          |
| 鈴原光                     | 岩男潤子      | 金伯莉·耶茨 （Kimberly Yates）       | 林美秀        |               |          |
| 伊吹摩耶                   | 長澤美樹      | 埃米·西利 （Amy Seeley）             | 穆宣名        |               |          |
| 青葉茂                     | 子安武人      | 贾克森·李 （Jaxon Lee）              | 康秋樂        |               |          |
| 日向誠                     | 優希比呂      | 乔·弗里亚 （Joe Fria）               | 賈文安        |               |          |
| 碇源堂                     | 立木文彦      | 约翰·士瓦希 （John Swasey）          | 夏治世        | 李家傑        |          |
| 冬月耕造                   | 清川元夢      | 迈克尔·罗斯 （Michael Ross）         | 康殿宏        |               |          |
| 加持良治                   | 山寺宏一      | 肖恩·比尔戈斯 （Sean Burgos）        | 康殿宏        |               |          |
| 北上綠                     | 伊瀬茉莉也    | 比茹·范恩 （Bijou Vann）             |               |               |          |
| 鈴原櫻                     | 澤城美雪      | 菲利西亚·安热勒 （Felecia Angelle）  | 穆宣名        |               |          |
| 碇唯                       | 林原惠        | 阿曼达·温-李 （Amanda Winn-Lee）     | 連思宇        | 何凱怡        |          |
| 碇真嗣                     | 神木隆之介    | 斯派克·斯潘塞 （Spike Spencer）      | 蔣鐵城        | 張振熙        | 成年時期 |
| 高雄浩司                   | 大塚明夫      | 不適用                               |               |               |          |
| 多摩秀樹                   | 勝杏里        | 不適用                               |               |               |          |
| 長良澄                     | 大原沙耶香    | 不適用                               |               |               |          |
| 加持良治                   | 內山昂輝      | 不適用                               | 賈文安        |               | 少年     |

## 制作
前作《福音戰士新劇場版：Q》上映后，导演庵野秀明陷入了抑郁状态，而在此期间接受了哥斯拉新作电影《新·哥斯拉》的导演工作，致使本作的制作一度延宕。另外，受2019冠狀病毒病疫情影响，本作档期和制作进度都造成更进一步延後。最终，khara于2020年12月17日完成了本作最后的摄影、剪輯工作。

## 音樂

### 主題曲
「One Last Kiss」
主唱：宇多田光
「Beautiful World(Da Capo Version)」
主唱：宇多田光

### 片中插曲

作詞：星野哲郎、作曲：米山正夫、原唱者：水前寺清子、片中演唱：坂本真綾
「世界は二人のために」
作詞：山上路夫、作曲：いずみたく、原唱者：佐良直美、片中演唱：坂本真綾
「人生を語らず」
作詞・作曲、原唱者：吉田拓郎、片中演唱：關智一

作曲：津島利章
此曲原為東寶1977年特攝電影《惑星大戰爭》（導演：福田純，主演：森田健作、淺野裕子、宮內洋 等）的片中配樂之一。
「VOYAGER〜日付のない墓標」
作詞・作曲・原唱者：松任谷由實、片中演唱：林原惠
原為東寶1984年推出的科幻電影《再見了木星》（原作：小松左京，導演：橋本幸治，主演：三浦友和）主題歌。後亦於日本上映期間被本片的追加版預告片所採用。
「普世歡騰」（赞美歌）
沃尔夫冈·阿马德乌斯·莫扎特「聖體頌」

## 发行

### 延期与宣传
前作《福音戰士新劇場版：Q》上映时公开了本作的日文标题（直译：新·福音戰士劇場版𝄇），但上映日未定。2014年9月5日，日本電視台放映《福音戰士新劇場版：Q》时释出英文副标题『EVANGELION:3.0+1.0』。有传言本作将于2015年公映，但并无官方消息。
2015年4月1日，官网发表庵野秀明署名文章、对由于制作《新·哥斯拉》而本作被推迟的制作状况进行说明。2016年制作完《新·哥斯拉》后，恢复本作的制作。
2017年7月29日，官网首页更新、刊载印象板，并带有「鋭意制作中」字样。2018年7月20日，在日本影院公開特報映像，表明将于2020年上映；7月26日，在網路上亦公开特報。即使这是前作《福音戰士新劇場版：Q》在2012年11月17日上映后，官方第一次发布上映时间方面的消息，但部分观众表示不可信，並認為上映日期肯定还会延遲。
2019年6月24日官方宣布，展开「0706作战」，于7月6日在法国巴黎、美国洛杉矶、中国上海、日本多地同时公开电影的开头10分40秒——AVANT 1；并于7月1日释出官方App「EVA−EXTRA」。12月27日正式宣布定檔於2020年6月27日的消息，同日電影預售票啟售。
2020年4月17日，官方发布公告称，受2019冠狀病毒病疫情影响，电影版宣布延期，另行上映日期未定。10月16日，官方宣布确认新的上映日期，电影将于2021年1月23日在日本地区上映。12月9日宣布主題曲為宇多田光的「One Last Kiss」。12月25日釋出正式預告和新海報，主題曲「One Last Kiss」作為預告配樂首度公開。因疫情扩大，官方于2021年1月14日再度宣布延期。及後因疫情趨緩，官方於2月26日宣佈電影將於3月8日上映，本片長達2小時35分，為福音戰士系列相關電影中片長最長之作。

### 上映
影片于2021年3月8日在日本上映。上映首日票房收入8亿277万日元、观众动员数为53万9623人。已于2021年7月21日下映。
此外，从2021年6月12日起，新版本「EVANGELION:3.0+1.01」在影院上映，该版本对影像部分镜头进行了细微的修改和替换，故事剧情不变；同日开始上映杜比影院版，杜比影院版、IMAX版和4D版仍为「EVANGELION:3.0+1.0」版本。
国际方面，Amazon Prime Video获得该片的独家串流媒体播放权，定于2021年8月13日在240多个国家和地区上架。版本为「3.0+1.01」。
香港方面，由新映影片取得發行權，於2022年8月18日上映（4DX、MX4D同步）。
澳門方面，同樣由新映影片取得發行權，於2022年9月8日上映（4DX、MX4D同步）。
台灣方面，不同於前幾部新劇場版，由曼迪傳播取得發行權，於2023年2月3日上映（4DX、MX4D同步）。

## 反响

### 票房
庵野表示希望票房突破100亿日元大关，他认为这将是机器人动画的里程碑。實際上本片在日本的票房，也正如庵野當初所言突破了百億大關。電影票房總計102.8億日圓，名列2021年度日本最高電影票房第一名。据统计，在此之前，超过100亿的日本动画电影有宫崎骏5部、新海诚2部以及《鬼灭之刃剧场版 无限列车篇》，而知名的机器人动画GUNDAM系列最高票房仅有23亿。
| 上一届： 《花束般的戀愛》 | 2021年日本週末票房冠軍 第11-15週 | 下一届： 《名偵探柯南：緋色的彈丸》 |

### 評價
- 日本評論家東浩紀直言「大傑作」[50]。
- 在日本最大的电影评论网站Filmarks公布的「3月第2周上映电影首日满意度排行榜」，本作位列第一名[51]。
- 奈須蘑菇評論道，這是一個所有主要登場人物都取得勝利的圓滿結局，自己從未體會過如此美好幸福的落幕。結尾之虛構與現實融合的鏡頭，武內崇認爲，這並非像《新世紀福音戰士劇場版》那樣叱令觀眾回歸現實，而是讓觀眾帶著故事在現實中生活下去、為觀眾帶來力量。
- IMDb評選2021年最佳動畫電影中，《福音戰士新劇場版：終》排名第7名[52]。
- 2022年5月，在《漫畫書資源網》彙整的爛番茄精選最佳日本動畫電影榜單裡排名第2名[53]。
- 2023年3月，本片在爛蕃茄發表「根據爛番茄評論家評比，100部不限時間的最佳日本動畫電影」排行榜名列第35名[54]。

### 獎項
| 年份 | 主辦單位                               | 日期     | 項目                                      | 提名人或得獎人           | 結果   | 附註                        |
| ---- | -------------------------------------- | -------- | ----------------------------------------- | ------------------------ | ------ | --------------------------- |
| 2021 | 2021年上半年熱銷商品編號（日經MJ）     | 6月16日  | 西関脇                                    | 《福音戰士新劇場版：終》 | 獲獎   | [ 55 ]                      |
| 2021 | 2021上半年電影滿意度排行榜（Filmarks） | 7月7日   | 電影滿意度（★分）排名【10,000件以上作品】 | 《福音戰士新劇場版：終》 | 第1位  | [ 56 ] [ 57 ]               |
| 2021 | 2021年熱門產品最佳30名（日経TRENDY）   | 11月3日  | 2021年熱門產品最佳30名                    | 《福音戰士新劇場版：終》 | 第3位  | [ 58 ] [ 59 ]               |
| 2021 | Yahoo!搜尋大賞                         | 11月25日 | 電影部門                                  | 《福音戰士新劇場版：終》 | 第1位  | [ 60 ] [ 61 ]               |
| 2021 | 金毛獎                                 | 12月1日  | 最優秀・金賞（日本映画部門）              | 《福音戰士新劇場版：終》 | 獲獎   | [ 62 ] [ 63 ]               |
| 2021 | 2021熱銷產品編號（日経MJ）             | 12月3日  | 東関脇                                    | 《福音戰士新劇場版：終》 | 獲獎   | [ 64 ]                      |
| 2021 | 2021年DIME 趨勢獎（DIME）              | 12月16日 | 娛樂文化類別獎                            | 《福音戰士新劇場版：終》 | 獲獎   | [ 65 ]                      |
| 2021 | 報知電影獎                             | 12月16日 | 動畫作品賞                                | 《福音戰士新劇場版：終》 | 提名   | [ 66 ] [ 67 ]               |
| 2021 | 2021年電影滿意度排行榜（Filmarks）     | 12月23日 | 電影滿意度（★分）排名日本電影             | 《福音戰士新劇場版：終》 | 第1位  | [ 68 ] [ 69 ]               |
| 2022 | 十佳電影（映画秘宝）                   | 1月21日  | 2021年度十佳電影獎                        | 《福音戰士新劇場版：終》 | 第10位 | [ 70 ]                      |
| 2022 | 日本商品化權大賞                       | 2月1日   | 國内部門                                  | 《福音戰士》系列         | 獲獎   | [ 71 ]                      |
| 2022 | 電影旬報十佳獎                         | 2月5日   | 十佳日本電影獎                            | 《福音戰士新劇場版：終》 | 第19位 | [ 72 ]                      |
| 2022 | 電影旬報十佳獎                         | 2月5日   | 讀者十佳獎（日本電影）                    | 《福音戰士新劇場版：終》 | 第19位 | [ 72 ]                      |
| 2022 | coco賞                                 | 2月10日  | 2021年最佳電影獎                          | 《福音戰士新劇場版：終》 | 第1位  | [ 73 ] [ 74 ]               |
| 2022 | 東京動畫獎                             | 2月10日  | 作品賞（劇場電影部門）                    | 《福音戰士新劇場版：終》 | 獲獎   | [ 75 ] [ 76 ]               |
| 2022 | 東京動畫獎                             | 2月10日  | 個人賞（原作・編劇部門）                  | 庵野秀明                 | 獲獎   | [ 75 ] [ 76 ]               |
| 2022 | 東京動畫獎                             | 2月10日  | 個人賞（監督・演出部門）                  | 庵野秀明                 | 獲獎   | [ 75 ] [ 76 ]               |
| 2022 | 聲優獎                                 | 3月5日   | 主演女優賞                                | 緒方惠美                 | 獲獎   | [ 77 ] [ 78 ] [ 79 ]        |
| 2022 | 聲優獎                                 | 3月5日   | 助演男優賞                                | 立木文彥                 | 獲獎   | [ 77 ] [ 78 ] [ 79 ]        |
| 2022 | 聲優獎                                 | 3月5日   | 協同獎                                    | 「福音戰士」系列         | 獲獎   | [ 77 ] [ 78 ] [ 79 ]        |
| 2022 | 日本電影學院獎                         | 3月11日  | 最佳動畫片獎                              | 《福音戰士新劇場版：終》 | 獲獎   | [ 80 ] [ 81 ] [ 82 ] [ 83 ] |
| 2022 | 日本電影學院獎                         | 3月11日  | 話題賞（作品部門）                        | 《福音戰士新劇場版：終》 | 獲獎   | [ 80 ] [ 81 ] [ 82 ] [ 83 ] |